# دوره پیش‌دودمانی

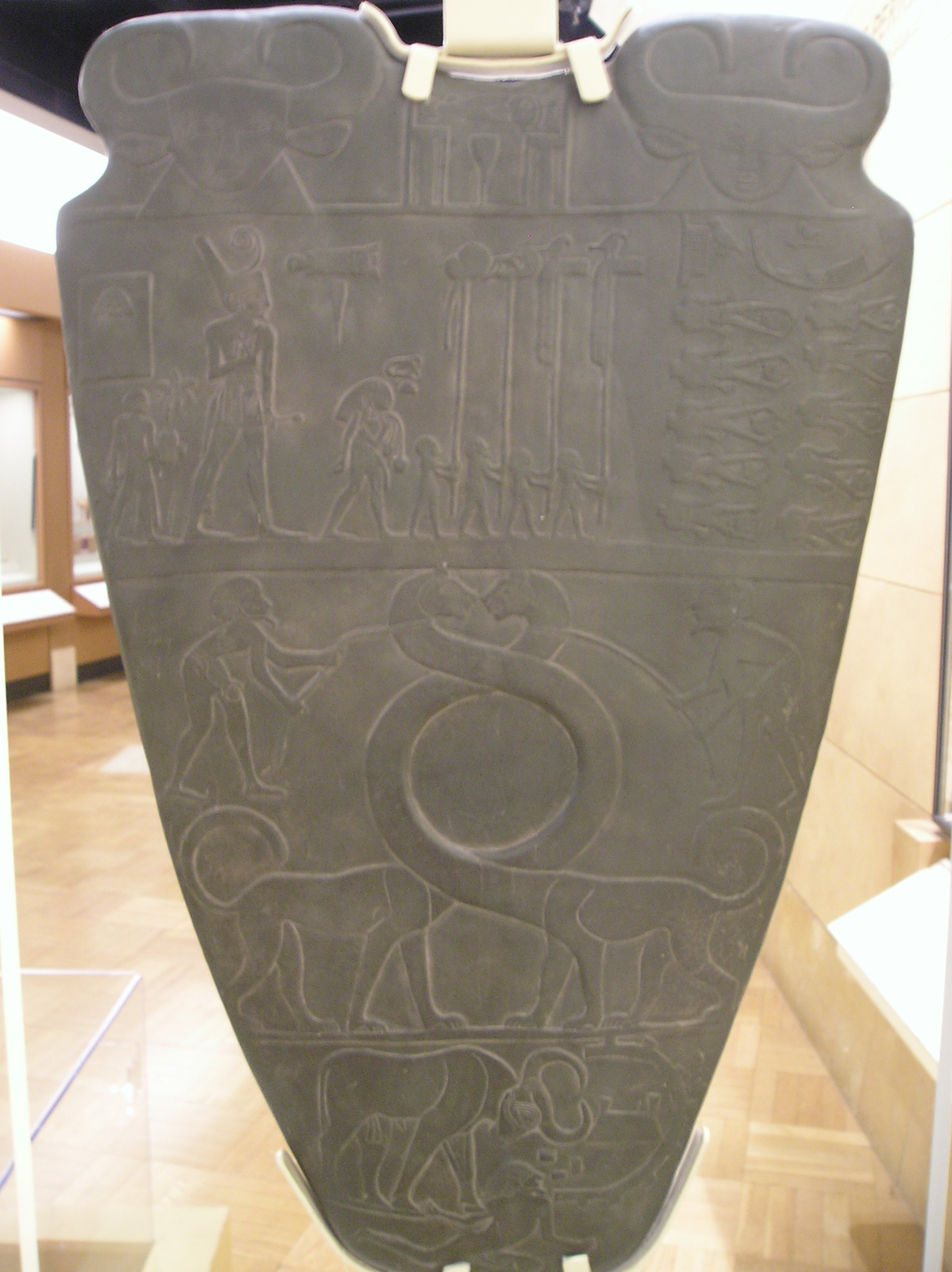
لوحه نارمر که گمان می‌رود یکپارچگی دو مصر را به تصویر کشیده باشد.

دوره پیش دودمانی مصر باستان، که با نام‌های دورهٔ آغاز سلسله‌ها، سلسلهٔ صفر یا دوره ۰ و نقاده III نیز شناخته می‌شود، دوره‌ای از تاریخ مصر است که روند تشکیل حکومت شکل آشکارتری به خود می‌گیرد. این دوره تقریباً از ۳۲۰۰ پیش از میلاد و پادشاهی شاه عقرب اول تا ۳۰۰۰ پیش از میلاد ادامه داشت. در این دوره اندیشه اینکه پادشاهان به عنوان سر دستگاه حکومتی وجود داشته باشند، پدید آمده بود ولی این پادشاهان هنوز بخشی از یک دودمان را تشکیل نمی‌دادند. احتمال دارد که پادشاهان این دوره نه تنها به هم هیچ ربطی نداشته باشند، که در دوران فرمانروایی خود در نبرد با یکدیگر بوده باشند. در این هنگام مصر هنوز یکپارچه نشده بود و با برآمدن نارمر (در بعضی نوشتارها همان منس) در۳۱۵۰ پیش از میلاد، این یکپارچگی پدید آمد و نخستین دودمان مصر تشکیل شد.
نخستین موارد ثبت شده از زبان مصری در نوشته‌های هیروگلیف در این دوران پدید آمدند. شواهد باستان‌ شناسانه محکمی نیز وجود مناطق مسکونی مصری‌نشین مستعمره‌وار در جنوب کنعان را اثبات می‌کنند.

## شهرها
چندین شهر کوچک و بزرگ در این دوره در کناره نیل به وجود آمدند. سده‌ها جنگ و نبرد اما مصر علیا را به سه منطقه اصلی تقسیم کرد: تینیس، نقاده، و نخن. به دلیل قرار گرفتن در میان دو شهر دیگر، نقاده نخستین شهری بود که سقوط کرد. پس از سقوط نقاده، تینیس توانست همه مصر سفلی را به تصرف خود درآورد. روابط تینیس و نخن نامشخص است ولی این احتمال هست که این دو شهر به گونه مسالمت‌آمیز متحد شده باشند و پادشاهان تینیسی فرماندهی هر دو منطقه را در دست گرفته باشند. فرمانروایان شهر تینیس در گورستان ام‌القعاب در ابیدوس به خاک سپرده شده‌اند.

## پیشرفت
بعضی از دستاوردهای فناوری و کشاورزی و تاریخی برای نخستین بار در این دوره دیده شده‌اند. از جمله این نوآوری‌ها می‌توان به موارد زیر اشاره کرد:
- نخستین هیروگلیف‌ها
- نخستین شرح‌ها بر وضعیت جغرافیایی مناطق که بر روی لوحه‌هایی به تصویر کشیده می‌شدند
- نخستین به‌کارگیری سِرِخ‌ها
- نخستین گورستان‌های ویژه خاندان پادشاهی
- به گمانی نخستین سامانه‌های آبیاری

## فرعون های دوره پیش دودمانی
مصر سفلی
- تیو
- خیو
- سکیو
- تش
- نهب
- وزنر

مصر علیا
- کا
- ایری هور
- شاه عقرب یکم
- شاه عقرب دوم
- نارمر